# Vladimír Pavol Čobrda

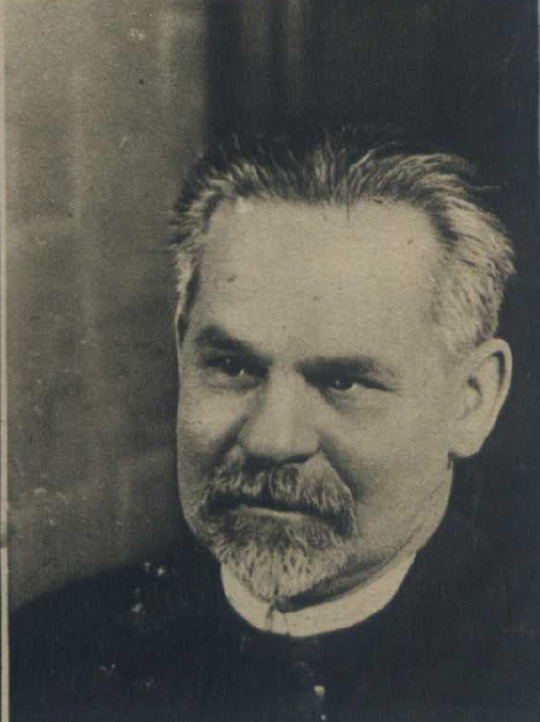
Vladimír Pavol Čobrda (1939)

Vladimír Pavol Čobrda (* 20. Juli 1880 in Szmrecsán (sl. Smrečany), Komitat Liptau, Österreich-Ungarn; † 2. September 1967 ebd., Tschechoslowakei) war ein evangelischer Pfarrer und lutherischer Generalbischof der Evangelischen Kirche A.B. der Slowakei.

## Leben

### Herkunft und Studien
Vladimír Pavol Čobrda (lies 'Tschobrda') entstammte einer evangelischen Pfarrersfamilie; bereits der Großvater war evangelischer Pfarrer. Sein Vater Pavol Rodoľub Čobrda (* 1845, † 1931) war evangelischer Pfarrer und Konsenior in Liptau und mit Etela Maria geb. Mošteňanová verheiratet. Die Eltern waren nationalbewusste Slowaken, die wegen ihrer nationalen Überzeugung auch Repressalien der damaligen Behörden ausgesetzt waren.
Čobrda besuchte zuerst das Gymnasium in Neusohl und dann im ungarischen Szarvas (Abitur 1899), um die ungarische Sprache zu erlernen. Dort lernte er Milan Rastislav Štefánik kennen, zu dem er freundschaftliche Beziehungen unterhielt. Sein Theologiestudium absolvierte er in Eperjes und Preßburg und das Studium beendete er an der Universität in Erlangen. 1904 wurde er von Bischof Sámuel Sárkany (* 1823, † 1911) in Pilis ordiniert und wurde Hilfsprediger (Kaplan) in Liptau Sankt Nikolaus. Ab 1908 wurde er zum Pfarrer in seiner Geburtsstadt ernannt.

### Pfarrer
Čobrda begrüßte den Zusammenbruch Österreich-Ungarns und war Signatar der Martiner Deklaration vom 30. Oktober 1918. Er war überzeugt davon, dass die Gründung eines gemeinsamen Staates der Tschechen und Slowaken der richtige Weg sei. Zwischen 1920 und 1931 war er Pfarrer (ab 1922 Senior des Liptauer Seniorats) in Rosenberg. Am 10. September 1930 wurde Čobrda vom damaligen Generalbischof Dušan Fajnor (* 1876, † 1933) in das Bischofsamt des östlichen Kirchendistrikts installiert. Im Jahre 1933 wurde er nach dem Tode von Fajnor zum Generalbischof der gesamten Slowakischen Evangelischen Kirche ernannt. In Rosenberg lernte er auch seine Ehefrau, die Arzttochter Elena geb. Burjanová kennen, die er alsbald heiratete. In seiner Amtszeit im überwiegend katholischen Rosenberg konnte dank seiner Bemühungen auch eine neue evangelische Volksschule gebaut und 1926 die neue evangelische Kirche von Rosenberg einweihen.
Čobrda war auch literarisch tätig. Er war Redakteur verschiedener kirchlicher Zeitschriften und arbeitete auch in dem evangelischen Traditionsverlag „Traniscius“ in Liptau Sankt Nikolaus mit, der überwiegend Herausgeber christlicher Literatur war (und ist). Er betätigte sich auch an einer neuen slowakischen Bibelübersetzung und wurde zum Hauptübersetzer und verantwortlichen Schriftleiter für das Neue Testament. Außerdem gehörte er zu den maßgebenden Mitarbeitern des slowakischen Kulturinstituts Matica Slovenská. Čobrda verfasste auch einen ausführlichen slowakischen Kommentar zur Auslegung des Kleinen Katechismus von Martin Luther, der bei Tranoscius mehrere Auflagen erreichte. Unter seiner Führung entstand auch die neue Gottesdienst-Agende für die evangelischen Gottesdienste in der Slowakei. Zahlreiche Predigten und Vorträge von ihm erschienen auch im Druck.
Im Jahre 1935 verlieh ihm die evangelische Hus-Universität in Prag den Dr. h. c. 1942 war Čobrda Mitverfasser des Hirtenbriefes, in dem eine Gruppe von evangelischen Pfarrern die Verfolgung der Juden durch den damaligen Slowakischen Staat verurteilte. Wegen dieser Einstellung saß er im Jahre 1944 drei Monate in Haft.

## Kirchenkampf in der Zeit des Kommunismus
Nach dem Zweiten Weltkrieg kam die Tschechoslowakei in die Einfluss-Sphäre von Stalins Sowjetunion und wurde ein ‚sozialistischer‘ Staat. Im Februar 1948 kamen in der damaligen ČSR die Kommunisten an die Macht. Das Land wurde zur „Volksdemokratie“ erklärt und kam vollkommen unter dem Einfluss von Stalins Sowjetunion. Damit begannen auch die Verfolgungen und Drangsalierungen der christlichen Kirchen. Anhand des Gesetzes Nr. 185/1948 aus dem Jahre 1948 erging ein Erlass des Innenministeriums, der anordnete, dass ab 1. Januar 1949 das gesamte kirchliche Eigentum zu verstaatlichen sei. Das Zentrum der slowakischen Diakonie war in Liptau Sankt Nikolaus und es unterstand unmittelbar dem Generalbischof.

### Kampf um das Diakonische Krankenhaus in Preßburg
Diese Verordnung bezog sich auch auf das Preßburger Diakonische Krankenhaus. Obzwar sich das Gesetz ursprünglich nur auf den Klinikbetrieb bezog, der nur etwa ein Viertel der Gesamtgebäudefläche ausmachte, beabsichtigte der nun kommunistische Staat de facto das gesamte Objekt zu verstaatlichen. Mit der Wegnahme des Krankenhauses begann der sich über mehrere Jahre hinziehende Kampf der Kirche gegen die Verstaatlichung ihrer Einrichtungen. Die Evangelische Kirche versuchte auch auf gerichtlichem Wege, ihre Einrichtungen vor dem Zugriff des Staates zu schützen, es war jedoch vergeblich. Die Klagen wurden vom Gericht abgewiesen. Es wurde angeordnet, das komplette Gebäude dem Staate zu übergeben. Als erster Termin der Übernahme wurde der 7. März 1950 festgelegt. Einen Tag davor ordnete Čobrda in seiner Eigenschaft als Generalbischof der Slowakischen Evangelischen Kirche an, dass seitens der Kirche bei der Übergabe kein Vertreter anwesend sein sollte. Dadurch konnte das Gebäude von der staatlichen Kommission nicht im Besitz genommen werden. Die Übernahme verzögerte sich nochmals um ein ganzes Jahr. Čobrda wurde wegen seiner Haltung scharf kritisiert und 1951 gezwungen, sein Amt als Generalbischof niederzulegen. Er wurde verhaftet und drangsaliert und endete im Gefängnis.
Die Gesundheitsbehörde ordnete am 21. Februar 1951 an, dass das Haus unverzüglich zu räumen und am 5. März 1951 endgültig an den Staat zu übergeben sei. Damit war das Schicksal des Preßburger Diakonissenheimes besiegelt. 
Der Prozess der endgültigen Liquidierung kirchlichen Eigentums hatte eingesetzt. Die Kommunisten beriefen sich auf ein weiteres, noch aus dem Jahre 1948 stammendes Gesetz, das die zwangsweise Auflösung aller Verbände, d. h. auch des Verbandes der Slowakischen Evangelischen Diakonie, anordnete. In diesem Zeitraum verlor die Slowakische Evangelische Kirche A. B. alle diakonischen Einrichtungen nicht nur in Preßburg, sondern auf dem Gebiet der gesamten Slowakei. Die Diakonissen wurden gezwungen, ihre Tracht abzulegen, wenn sie es – unter dem Eindruck des schrecklichen Schicksals der katholischen Ordensschwestern – nicht bereits freiwillig getan haben. Wenn sie ihren Broterwerb behalten wollten, mussten sie einem „freiwilligen“ Übertritt in den Zivildienst zustimmen.

### Letzte Jahre und Tod
Čobrda blieb jedoch seinem Glauben und Überzeugung bis an sein Lebensende treu. Er kämpfte für seine Kirche. Bereits als 82-jähriger Greis wurde er 1962 – wegen „staatsfeindlicher Tätigkeit“ – nochmals vor ein Gericht gestellt und zu 15 Monaten Haft verurteilt. Die letzte Jahre seines Lebens wohnte Čobrda zurückgezogen in seinem Geburtsort Smrečany, wo er auch am 2. September 1967 starb.